# Æ

## Origini
Æ/æ a fost, la origine, un grafem care reda ligatura dintre literele A și E, atunci când formau un diftong. Ulterior a devenit o literă de sine stătătoare.
Litera Æ/æ se găsește în unele cuvinte latine (de exemplu Cæsar).

## Pronunție
Litera se pronunță în limba latină ca un E deschis. În limbile germanice litera se pronunță ca și același simbol fonetic, æ.